# Przytulisko dla bezdomnych w Poznaniu
Przytulisko dla bezdomnych – pierwszy w Polsce nowoczesny budynek schroniska dla bezdomnych, zlokalizowany w Poznaniu przy ul. św. Wincentego 2 na Zawadach.

## Historia
Obiekt powstał w latach 1928–1930 według projektu Władysława Czarneckiego, który wzorował się na podobnym założeniu zrealizowanym w 1928 w Berlinie. Modernistyczna forma budynku wzbudzała spore kontrowersje władz miejskich, gdyż nie była wcześniej stosowana w inwestycjach komunalnych. Gmach jest symetryczny, co nie jest regułą w modernizmie. 
Obiekt zaprojektowano ściśle według potrzeb funkcjonalnych. Posiadał osobne dla kobiet i mężczyzn tzw. brudne wejścia z łaźniami na poziomie sutereny. Oprócz tego funkcjonowały wejścia czyste. W poszczególnych pomieszczeniach zlokalizowano zmywalnie i wentylowane izby pobytowe z pryczami ogrzewanymi od spodu. Budynek został zaprojektowany do pomieszczenia 100 mężczyzn i 100 kobiet. W dzień bezdomnym nie wolno było przebywać w obiekcie – rano otrzymywali ciepły posiłek, chleb, worek z czystą odzieżą oraz poradę, gdzie można poszukać pracy. Według regulaminu w przytulisku wolno było przebywać tylko trzy noce z rzędu. 
Podczas budowy pojawiły się trudności techniczne. Do głębokości 18 metrów nie znaleziono pokładu o odpowiedniej dla budynku nośności. Problem rozwiązał inżynier Adam Drosio, natomiast żwir na ławę fundamentową ofiarował za darmo prezydent Cyryl Ratajski, który był właścicielem pobliskich wydm morenowych.
Podczas II wojny światowej Niemcy urządzili w przytulisku szpital. W czasach PRL teoretycznie wyeliminowano problem bezdomności, w związku z czym budynek przytuliska przejął Szpital Miejski i urządzono tutaj oddział chorób zakaźnych (obecnie przeniesiony do szpitala przy ul. Szwajcarskiej). Jego otwarcie nastąpiło 22 października 1945 przy udziale wiceprezydenta Poznania Antoniego Drabowicza. 
W 2018 rozpoczęto prace mające na celu adaptację budynku na potrzeby hostelu Centrum Integracji Społecznej działającego w ramach Fundacji Barka.